# ستونبريج بارك (محطة مترو أنفاق لندن)
ستونبريج بارك (بالإنجليزية: Stonebridge Park)‏ هي إحدى محطات مترو أنفاق لندن. تقع على خط بيكرلو أفتتحت في المنطقة (Zone) رقم 3 أفتتحت في 15 يونيو 1912، 16 أبريل 1917.